# Weissia exserta
Weissia exserta är en bladmossart som beskrevs av Chen Pan-chieh 1941. Weissia exserta ingår i släktet krusmossor, och familjen Pottiaceae. Inga underarter finns listade i Catalogue of Life.